# Stenopterygiidae
Stenopterygidae są rodziną Ichtiozaurów, grupy wymarłych morskich gadów, które pozornie przypominają ryby. Wyróżniają się one na tle pozostałych ichtiozaurów układem kości, który jest u nich podobny do delfinów i szerokie zajęcia płetw do ciała.
Gatunki:
- stenopteryg